# Vodní mlýn ve Stráži nad Ohří
Vodní mlýn ve Stráži nad Ohří v okrese Karlovy Vary je vodní mlýn, který stojí na Pekelském potoce poblíž jeho ústí do Ohře. Od roku 2019 je chráněn jako nemovitá kulturní památka České republiky; předmětem ochrany je mlýn, hospodářský objekt se skladem a špýchar.

## Historie
28. června 1858 jsou v gruntovní knize jako první majitelé mlýna uvedeni Václav a Klára Grundovi. V roce 1877 je mapě zanesena velká zděná budova s přístavkem nad mlýnským náhonem a dvě budovy se spalnými konstrukcemi.
V prosinci 1928 koupil mlýn Emil Günther a již 4. srpna 1930 vypracovala v Přerově na Moravě firma Moravsko-slezská továrna na stroje Martinek & Calábek projekt pro osazení spirálové Francisovy turbíny pro Rudolfa Günthera.
V roce 1946 se mlýn dostal do národní správy a roku 1951 byl znárodněn.
Od potomků původního vlastníka jej roku 2018 zakoupil nový majitel, který zařídil památkovou ochranu a zahájil rekonstrukci.

## Popis
V objektu se dochovalo torzo uměleckého složení. Cenné je mlecí zařízení z roku 1930 od výrobců Macháň a spol., Pardubice a Breifeld Daněk i spol., Blansko. K roku 1930 zde fungovala elektrárna a pekárna s novou pecí a obchodním lokálem s výkladcem a samostatným vstupem z boční ulice.
Voda na vodní kolo byla vedena náhonem z potoka. V roce 1930 byla provedena jímací nádrž, česla a potrubí k turbíně, která byla osazena na místě původního vodního kola ve starším zděném a pultovou střechou zastřešeném přístavku u bočního průčelí mlýna. K tomu roku  měl mlýn 2 kola na svrchní vodu (1. hltnost 0,045 m³/s, spád 5 m; 2. hltnost 0,046 m³/s, spád 5,5 m; celkový výkon 3,5 HP) 4. srpna 1930 vypracovala firma Moravsko-slezská továrna na stroje Martinek & Calábek v Přerově na Moravě projekt pro osazení spirálové Francisovy turbíny pro Rudolfa Günthera (výkon 14 HP).